# Нортамбрија
Нортамбрија (стенгл. Norþanhymbra или Norþhymbre, енгл. Northumbria или Northhumbria) била је једна од седам краљевина англосаксонске хептархије у Енглеској. Нортамбрија се простирала на територији данашње северне Енглеске и јужне Шкотске. 

## Историја
Назив је добила по реци Хамбер која је представљала њену јужну границу. Настала је у 7. веку спајањем двеју англосаксонских краљевина — Берниције и Деире. Берниција је лежала између Тиса (Tees) и Форта, док Деира одговара данашњем Јоркширу. Овај процес завршен је за време владавине краља Освија (642—670) који је у 7. веку постао најмоћнији владар Острва, а Нортамбрија најмоћнија држава хептархије.

### Хришћанство
Хришћанство у Нортумбрији долази женидбом краља Едвина од Нортамбрије са кентском принцезом 625. године. Са принцезом дошао је и Паулинус, који је постао први надбискуп Јорка. Он је провео 26 дана покрштавајући део становништва Нортамбрије на реци Глену. Ипак, након пораза краљ Едвина 633. године код Хитфилда од мерсијског краља Пенде, долази до враћања старих богова Англосаксонаца. Ипак, следеће године (634) крунисан је нови краљ, Освалд, који је био васпитан од ирских калуђера из Јоне. Он је са собом довео Еидена, оснивача манастира Линдисфарн. Манастир ће представљати буктињу хришћанства у Нортамбрији. И после пораза и смрт краља Освалда (642) од мерсијског краља Пенде, Нортумбрија је остала хришћанска.

### Опадање
Почетком следећег века почела је слабити због унутрашњих сукоба, а 867. године Данци су је освојили и учинили делом Данелага. Још 18. јуна 793. године Викинзи су опљачкали манастир Линдисфарн. Данци су ипак задржали краљеве који су служили као данске марионете. Године 954. након смрти краља Ерика Крваве Секире, Нортамбрија је припојена краљевини Енглеској.